# Il bambino che scoprì il mondo
Il bambino che scoprì il mondo (O Menino e o Mundo) è un film d'animazione del 2014 diretto da Alê Abreu.
Il film è uscito in Brasile nel 2014 e negli Stati Uniti nel 2015; ha ricevuto la candidatura all'Oscar al miglior film d'animazione nell'ambito dei Premi Oscar 2016.

## Trama
Un bambino che vive con la sua famiglia in campagna, circondato dalla natura, vede tutto con gli occhi spensierati. Un giorno il padre si deve recare in città per cercare lavoro e il piccolo, sentendone la mancanza, decide di partire alla sua ricerca. Scoprirà il mondo industrializzato e tutti i suoi problemi.

## Riconoscimenti
- 2016 - Premio Oscar
  - Nomination Miglior film d'animazione
- 2014 - Festival internazionale del film d'animazione di Annecy
  - Miglior lungometraggio